# Spartan Race
Spartan Race es una serie de carreras de obstáculos de distancias diversas y dificultades varias. Van desde las 3 millas (4.82km) hasta distancias de maratón (67.5km). Se llevan a cabo principalmente en los Estados Unidos, pero también se realizan en 30 países, incluidos Canadá, Corea del Sur, Australia, Chile y varios países europeos. La serie incluye el Spartan Sprint, el Spartan Super, la Spartan Beast y el Spartan Ultra. El evento también incluye una serie militar, alojada en bases militares, eventos de invierno y de equipo. 

## Historia
Comenzó en el año 2007 como un spin-off de la "Carrera de la Muerte", un evento de resistencia de 48 horas. Fundada por De Sena, Spartan Race fue pensada como una carrera de resistencia más manejable, accesible para un público más amplio. El primer evento se llevó a cabo en el 2010 en el Catamount Outdoor Center en Williston, Vermont y representó a la ciudad de Burlington, Vermont . Aproximadamente 500 competidores tuvieron que "correr, gatear, saltar y nadar", para superar una variedad de obstáculos. Todos los finalistas recibieron una medalla y se otorgaron premios a los mejores atletas. 
En 2012, Raptor Consumer Partners invirtió en el desarrollo de la Spartan Race. En 2013, Reebok se convirtió en el patrocinador principal del evento y las carreras pasaron a llamarse "Reebok Spartan Race Series". El 7 de diciembre de 2013, Universal Sports transmitió un especial para el Campeonato Mundial de Spartan Race 2013. En agosto de 2015, la red matriz NBC aprobó una serie de televisión basada en Spartan, Spartan: Ultimate Team Challenge, dirigida por los productores de la serie de NBC American Ninja Warrior . En el mismo año se fundó el "Spartan Agoge", que fue descripto como un evento de "entrenamiento y pruebas físicas, tácticas, mentales y de equipo por 60 horas". Este se realiza en Vermont dos veces al año. ESPN describe la Spartan Race como "una verdadera prueba de voluntad".
En febrero de 2020, el tribunal federal y Spartan Race llegaron a un acuerdo para que esta última adquiera la posesión total de Tough Mudder. Se espera que este evento continúe con sus carreras.
Tras la pandemia que azotó el Mundo por Covid-19 en 2020, se suspendieron varias carreras planteadas en varios países y fechas.

## Carrera de obstáculos

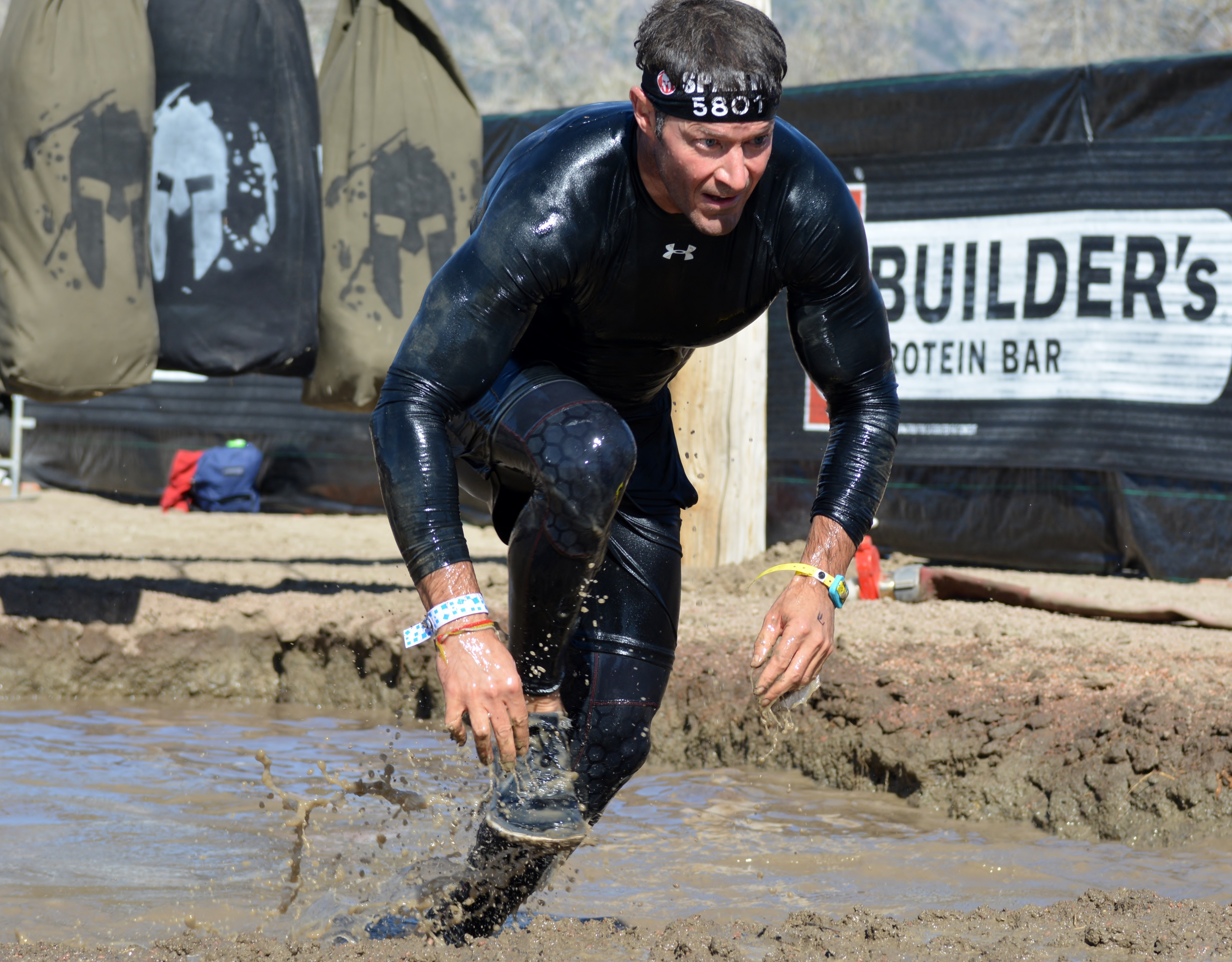
Competidor de Spartan Race

Las formas de esta carrera incluyen el Spartan Sprint, donde se corren 3 millas con 20 obstáculos, el Spartan Super,  de 8 millas con 25 obstáculos, la Spartan Beast, de 13 millas con 30 obstáculos, y el Spartan Ultra, de 30 millas con 60 obstáculos. Los obstáculos en sí también varían de una carrera a otra. Entre los que se presentan con frecuencia pueden incluir un salto de fuego, trepar debajo del alambre de púas, trepar por la pared, arrastrarse por el lodo, el "sobre-debajo-a través" (una serie de obstáculos en los que los corredores primero deben trepar sobre una pared, luego debajo de una pared, luego a través de un agujero cuadrado colocado en una pared), lanzamiento de lanza, escalada en cuerda, objetos pesados, "alzamiento hercúleo", "tiro tirolés", barras de mono, muro transversal (similar a un muro de boulder), hobie hop (se coloca una gruesa banda de goma alrededor de los tobillos y los participantes saltan a través de neumáticos consecutivos), muro resbaladizo (un muro construido en una pendiente, cubierto de grasa), un zig-zag salto de troncos, subidas empinadas de lodo (lodo rodante), tirones de tractores, sumergirse bajo el agua debajo de las paredes (paredes de volcado), cargas de Atlas, volteretas de neumáticos, balances de tocones (saltar tocones a través de un estanque), balanceo de la cuerda, y arena de gladiadores, actualmente discontinuado.
Si no se logra pasar cualquier obstáculo, se genera una penalización de 30 Burpee en la que los corredores completan antes de continuar su carrera. Un participante puede obtener una medalla Trifecta después de completar un Spartan Sprint, Spartan Super y Spartan Beast en un año calendario. A partir de la temporada 2016, la medalla de finalizador incluye tanto la medalla circular tradicional como una "pieza de pastel", un tercio de una medalla Trifecta más grande. Cada evento espartano también ofrece carreras para niños de 4 a 13 años: carreras de media milla para edades de 4 a 8 y carreras de una milla para mayores de 8 años.
Los Campeonatos Mundiales de Spartan Race se llevan a cabo anualmente, y para poder clasificar, los hombres y las mujeres deben terminar entre los 5 primeros en un evento de la Serie de Campeonato de los Estados Unidos o un Campeonato Regional en su categoría respectiva.
Campeones Mundiales de la Spartan Race 
| Evento                   | Nombre                   | País            |
| 2012 hombres             | Cody Moat                | Estados Unidos  |
| 2012 mujeres             | Claude Godbout           | Canadá          |
| 2013 hombres             | Hobie Call               | Estados Unidos  |
| 2013 mujeres             | Amelia Boone             | Estados Unidos  |
| 2014 hombres             | Jonathan Albon           | Reino Unido     |
| 2014 mujeres             | Claude Godbout           | Canadá          |
| 2015 hombres             | Robert Killian           | Estados Unidos  |
| 2015 mujeres             | Zuzana Kocumova          | República Checa |
| 2016 hombres             | Hobie Call               | Estados Unidos  |
| 2016 mujeres             | Zuzana Kocumova          | República Checa |
| 2017 hombres             | Cody Moat                | Estados Unidos  |
| 2017 mujeres             | Lindsay Webster          | Canadá          |
| Equipo 2017              | Estados Unidos           | -               |
| 2018 hombres             | Jonathan Albon           | Reino Unido     |
| 2018 femenino            | Lindsay Webster (Canadá) | Canadá          |
| Equipo masculino de 2018 | Canadá                   | -               |
| Equipo femenino de 2018  | Canadá                   | -               |
| 2019 hombres             | Robert Killian           | Estados Unidos  |
| 2019 femenino            | Nicole Mericle           | Estados Unidos  |

El Ultra World Championships 2017 se celebró en Islandia del 14 al 17 de diciembre de 2017.
| Evento        | Nombre       | País           |
| ------------- | ------------ | -------------- |
| 2017 hombres  | Joshua Fiore | Estados Unidos |
| 2018 femenino | Morgan McKay | Canadá         |
| 2018 hombres  | Ryan Atkins  | Canadá         |
| 2018 femenino | Janka Pepova | Eslovaquia     |
| 2019 hombres  | Ryan Atkins  | Canadá         |
| 2019 femenino | Rea Kolbl    | Eslovenia      |

| Evento        | Nombre          | País            |
| ------------- | --------------- | --------------- |
| 2018 hombres  | Jonathan Albon  | Reino Unido     |
| 2018 femenino | Zuzana Kocumova | República Checa |

| Evento        | Nombre            | País           |
| ------------- | ----------------- | -------------- |
| 2018 hombres  | Tyson Brinkerhoff | Estados Unidos |
| 2018 femenino | Avery Steyn       | Canadá         |

El primer Spartan Gym se inauguró en 2016 en Miami. Además, Spartan Strong es una clase grupal de acondicionamiento físico que se ofrece exclusivamente en Life Time Fitness .

## Tipos de eventos

### Eventos de Spartan Race

#### Spartan Sprint
Esta carrera presenta de 20 a 25 obstáculos a lo largo de tres a cinco millas de terreno (8km) y se considera una carrera de corta distancia. 
El Spartan Sprint es la primera parte para completar la Spartan Trifecta, donde se alienta a los participantes a completar 3 carreras a fin de obtener el logro The Ultimate Spartan Achievement.

#### Spartan Super
Esta carrera tiene de 25 a 30 obstáculos a lo largo de ocho a 10 millas (16km) de terreno accidentado. Es considerada una carrera de media distancia. 
Se sabe que es significativamente más difícil que el Spartan Sprint. 

#### Spartan Beast
Esta carrera presenta de 30 a 35 obstáculos a lo largo de 12 a 14 millas (19.31213-22.53082km) de terreno accidentado. 
Es conocida por ser la más difícil en términos de completar la trifecta; algunos participantes no pueden terminar y están marcados como DNF.

#### Spartan Ultra
Esta carrera presenta 60 obstáculos a lo largo de 30 millas (48.28km) de terreno accidentado. 

#### Spartan Kids Race
Esta carrera fue creada para niños de 4 a 13 años para fomentar el ejercicio y está segmentada en 3 grupos de edad diferentes: 
1. Edades de 4 a 8 años: carrera de ½ milla (0.8km)
2. De 10 a 13 años: 2 millas con obstáculos (3.218688km)
3. De 11 a 14 años: solo en ciudades seleccionadas, un curso de 5 millas con obstáculos (8.04km)

#### Spartan Trail
Esta carrera es un sendero clásico que se ejecuta como debe ser. Sale del pavimento y explora el desierto de los Estados Unidos en distancias de 10 km y media maratón. 

### Series

#### Honor
La serie Honor hizo su debut en 2016 donde las carreras ocurren en bases militares en Estados Unidos. Se encuentran abiertas a militares actuales, veteranos y al público en general. La carrera se extiende desde 4 a 5 millas y contiene obstáculos similares a las otras razas.

#### Stadium (Stadion)
Las barras de mono y los burpees salen del campo, donde la Spartan Race convierte los estadios de béisbol de los Estados Unidos en campos de carreras. Estos eventos son típicamente carreras de estilo Sprint de tres millas con más de 15 obstáculos, y se llevan a cabo en estadios de béisbol y fútbol en todo Estados Unidos.
El evento brinda a los competidores acceso a estadios con oportunidades de ingresar al campo donde juegan los profesionales, incluidos los Dodgers, Cowboys, Packers, Red Sox, Phillies, Mets, Nationals y los Gigantes de San Francisco . En Fenway Park, los corredores tuvieron que completar burpees en el vestuario de los Red Sox.
El nombre Stadion (carrera de carrera) (o stade, griego antiguo: στάδιον) proviene de un antiguo evento de carrera que parte de los antiguos Juegos Olímpicos y los otros Juegos Panhelénicos . 
Algunos de los obstáculos de esta carrera incluyen: 
- The Batting Order: una serie de obstáculos y ejercicios que se deben completar rápidamente.
- Foul Ball: el participante debe llevar una bolsa de arena a una distancia específica a través del campo.
- Seventh Inning Stretch: el participante debe subir y bajar escaleras en el estadio, y luego debe subir la cuerda después.[37]

#### Global Championship Series
Esta carrera se desarrolla en más de 40 países en el camino hacia el Campeonato Mundial Spartan. El evento ve a los competidores enfrentarse en el campo, luchando contra los obstáculos característicos de la Spartan Race en diferentes terrenos y condiciones naturales.
Formato: 14 series nacionales en todo el mundo conducen a eventos de campeonato independientes en cinco regiones que allanan el camino hacia el Campeonato Mundial de la Spartan Race. Los competidores Elite y Age Group deben clasificar para los Campeonatos Regionales y para el Campeonato Mundial.

### Eventos de resistencia

#### Ultra
Una mezcla de carrera y resistencia, este evento cubre más de 30 millas de terreno y presenta cerca de 70 obstáculos. Es el único evento de la Spartan Race con límites de tiempo estrictos que deben cumplirse; Se advierte a los competidores que no todos los que se inscriben terminarán. 
Se alienta a los competidores a traer 'contenedores de transición' para suministrarse alimentos y agua en la mitad de la carrera debido a la tenacidad general de la carrera.

#### Hurricane Heat (4-8, 12-, y 24 horas)
Este evento se creó en agosto de 2011 debido a la cancelación de una Spartan Race anterior causada por el huracán Irene. En esta carrera, el objetivo es que los equipos de los competidores lleguen a la meta; los tiempos individuales no son aplicables. El Hurricane Heat se compone de cursos de 4-8, 12 y 24 horas, y cada evento de esta carrera es único para los demás en términos de obstáculos y ubicación.

#### Agoge
Spartan Race ofrece un programa de entrenamiento totalmente inmersivo que equilibra el tiempo de clase con la aplicación práctica de esas habilidades y lecciones. El Spartan Agoge se celebra en The Farm en Pittsfield, Vermont dos veces al año tanto en verano como en invierno. También se celebra en lugares históricos de todo el mundo, como Islandia, Mongolia, la Isla de Skye en Escocia y a lo largo de la Gran Muralla china.

## Medios de comunicación
"Spartan on NBC Sports" es una serie de cinco carreras del Campeonato de EE.UU que se transmite por NBC Sports Network y en las estaciones regionales de Comcast SportsNetwork, mientras que el Campeonato Mundial se transmite por NBC. El Campeonato Mundial Spartan 2017 se realizó el 24 de diciembre.
En 2016, el evento lanzó un sitio web editorial, Spartan Life, que presenta contenido de fitness, nutrición y estilo de vida.  
En 2018, Spartan lanzó una serie: "Spartan: The Championship Series", en ESPN y ESPN 2, que consta de cinco episodios, y presenta toda la acción de los eventos de campeonato de la Spartan Race.